# Pseudoblothrus regalini
Pseudoblothrus regalini är en spindeldjursart som beskrevs av Inzaghi 1983. Pseudoblothrus regalini ingår i släktet Pseudoblothrus och familjen spinnklokrypare. Inga underarter finns listade i Catalogue of Life.